# راي لوري
راي لوري (بالإنجليزية: Ray Lowry)‏ هو كاريكاتيري بريطاني، ولد في 28 أغسطس 1944 في Cadishead ‏ في المملكة المتحدة، وتوفي في 14 أكتوبر 2008 في Waterfoot, Lancashire ‏ في المملكة المتحدة.

## وصلات خارجية
- راي لوري على موقع ميوزك برينز (الإنجليزية)
- راي لوري على موقع ديسكوغز (الإنجليزية)